# Garde impériale (Second Empire)
Pour les articles homonymes, voir Garde impériale.
La Garde impériale, héritière de celle du Premier Empire, est rétablie par décret du 1er mai 1854 de Napoléon III. L'escadron des cent-gardes, créé par le décret du 24 mars 1854, n'en fait pas partie. Elle est dissoute le 28 octobre 1870 après la défaite de Sedan.

## Composition

### Décret du1ermai 1854

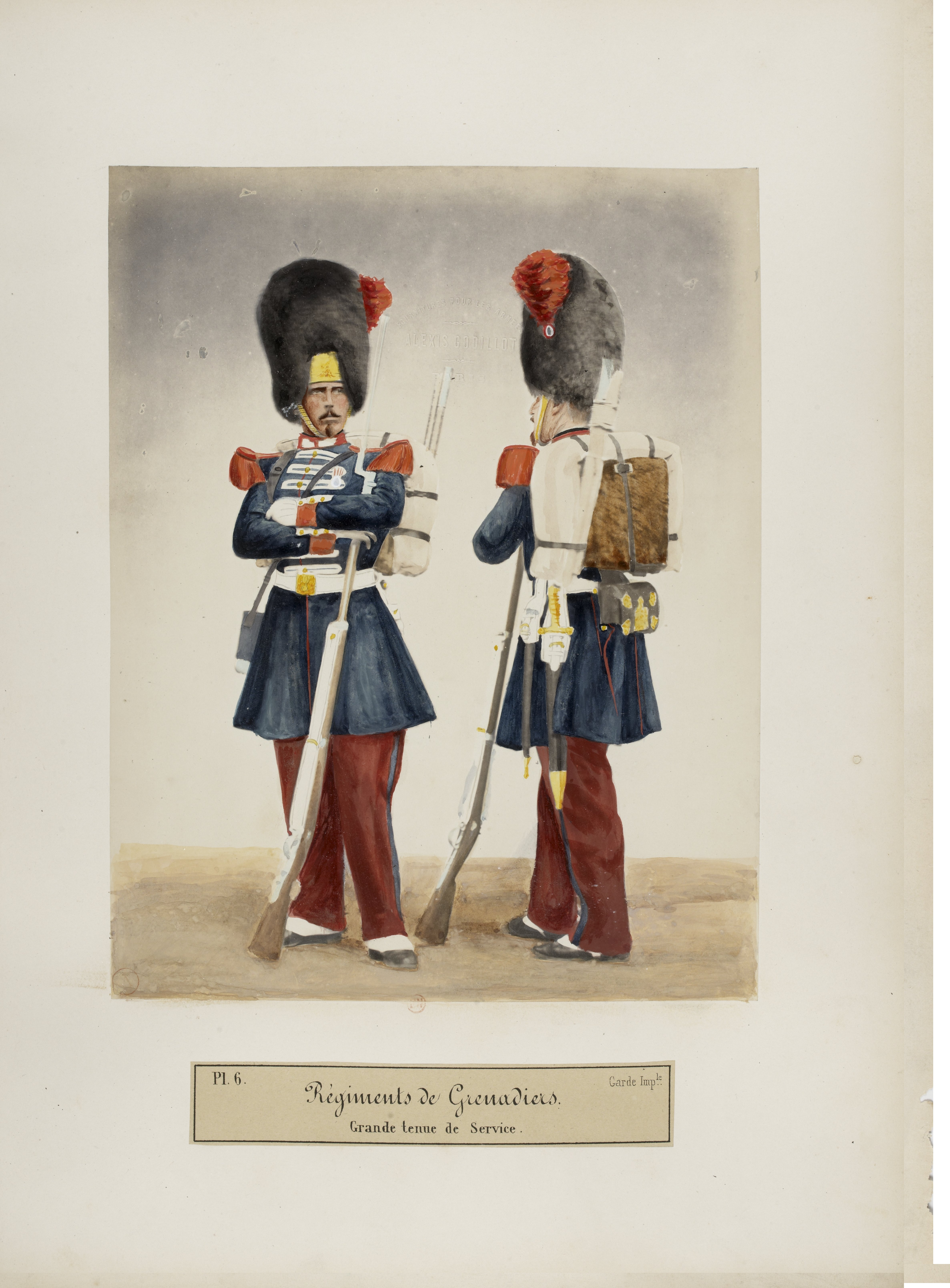
Grenadiers de la Garde impériale en grande tenue de service.
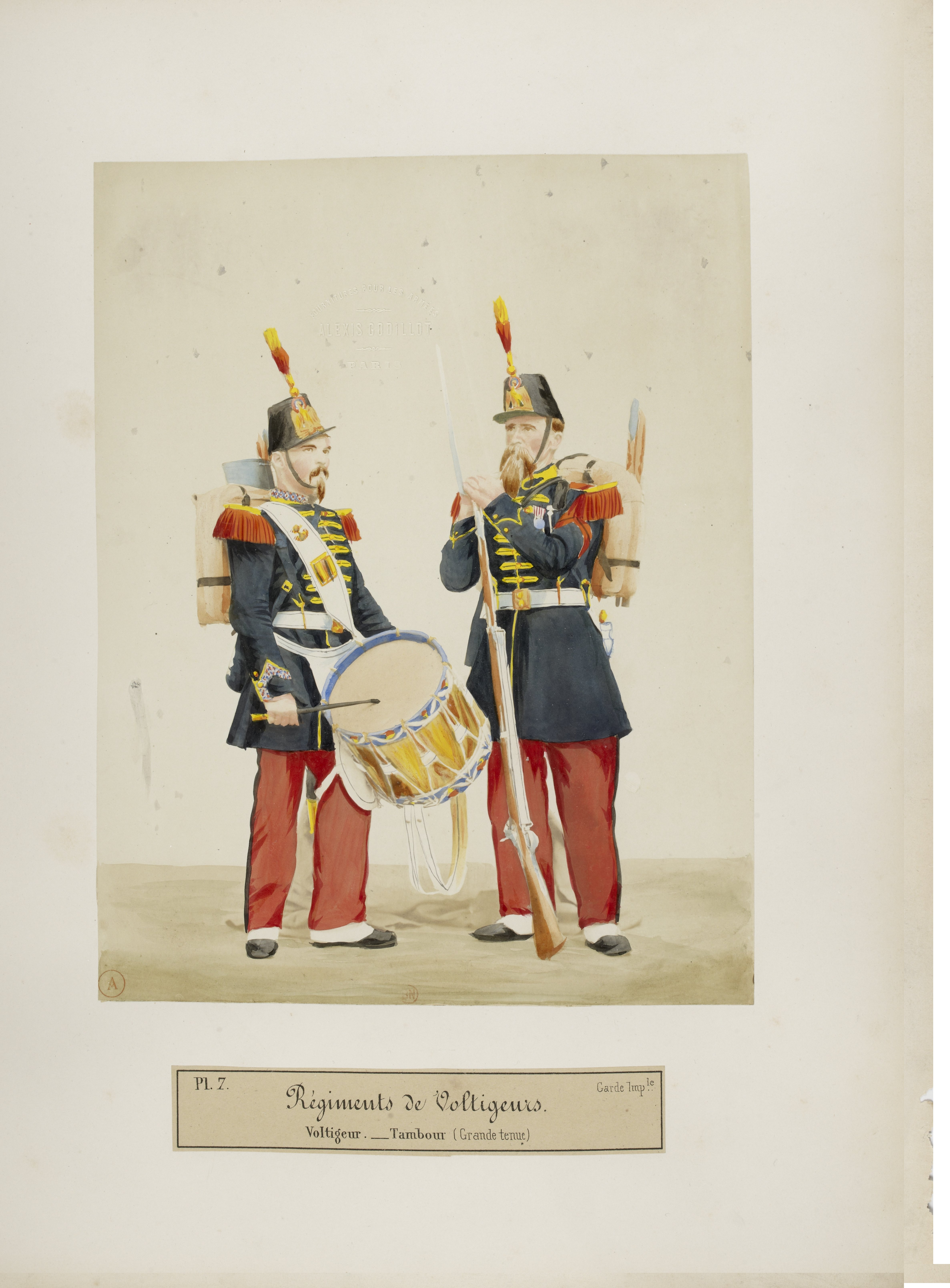
Voltigeur et tambour de la Garde impériale en grande tenue.
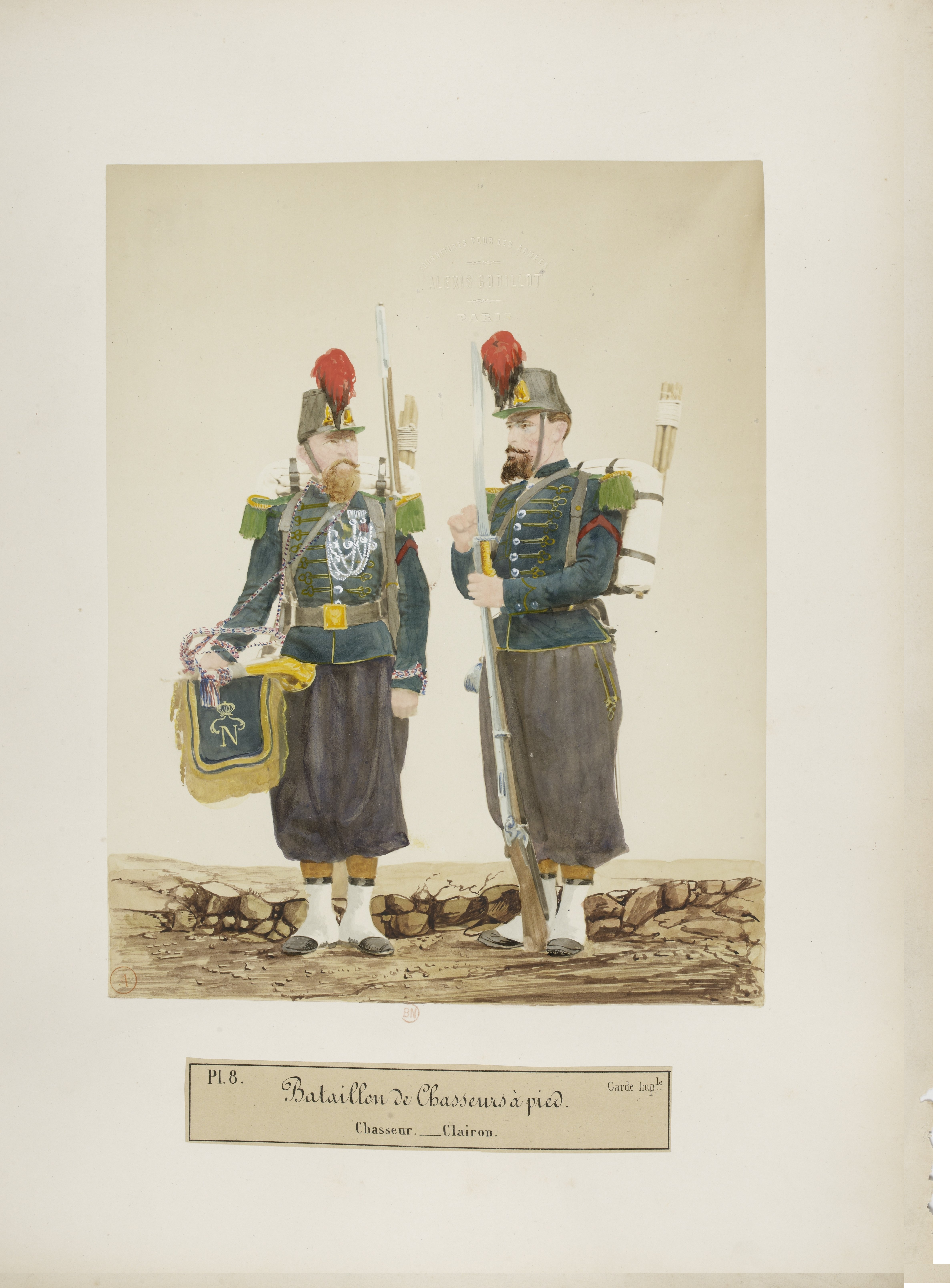
Chasseur et clairon de la Garde impériale.
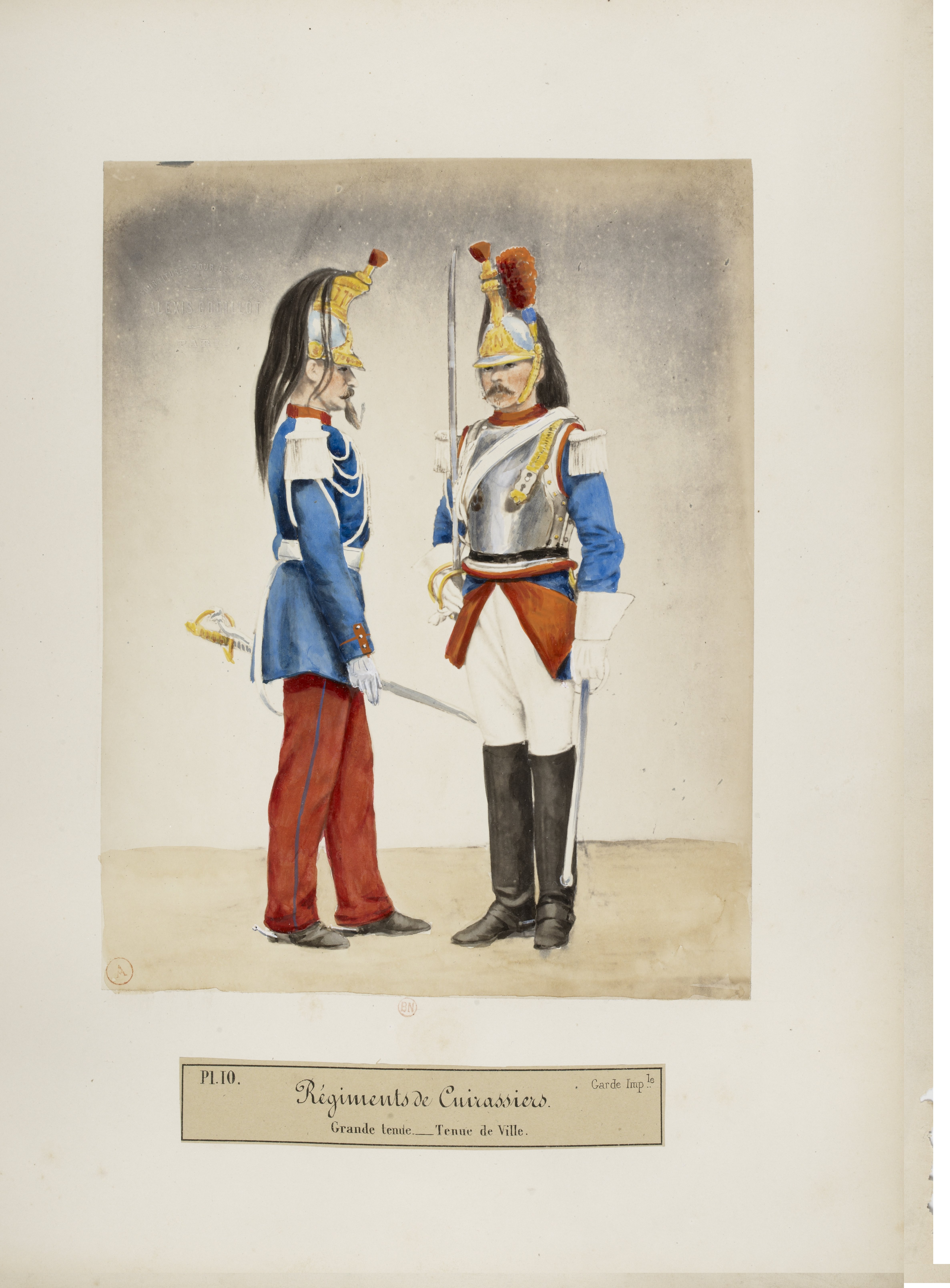
Cuirassiers de la Garde impériale en grande tenue et en tenue de ville.
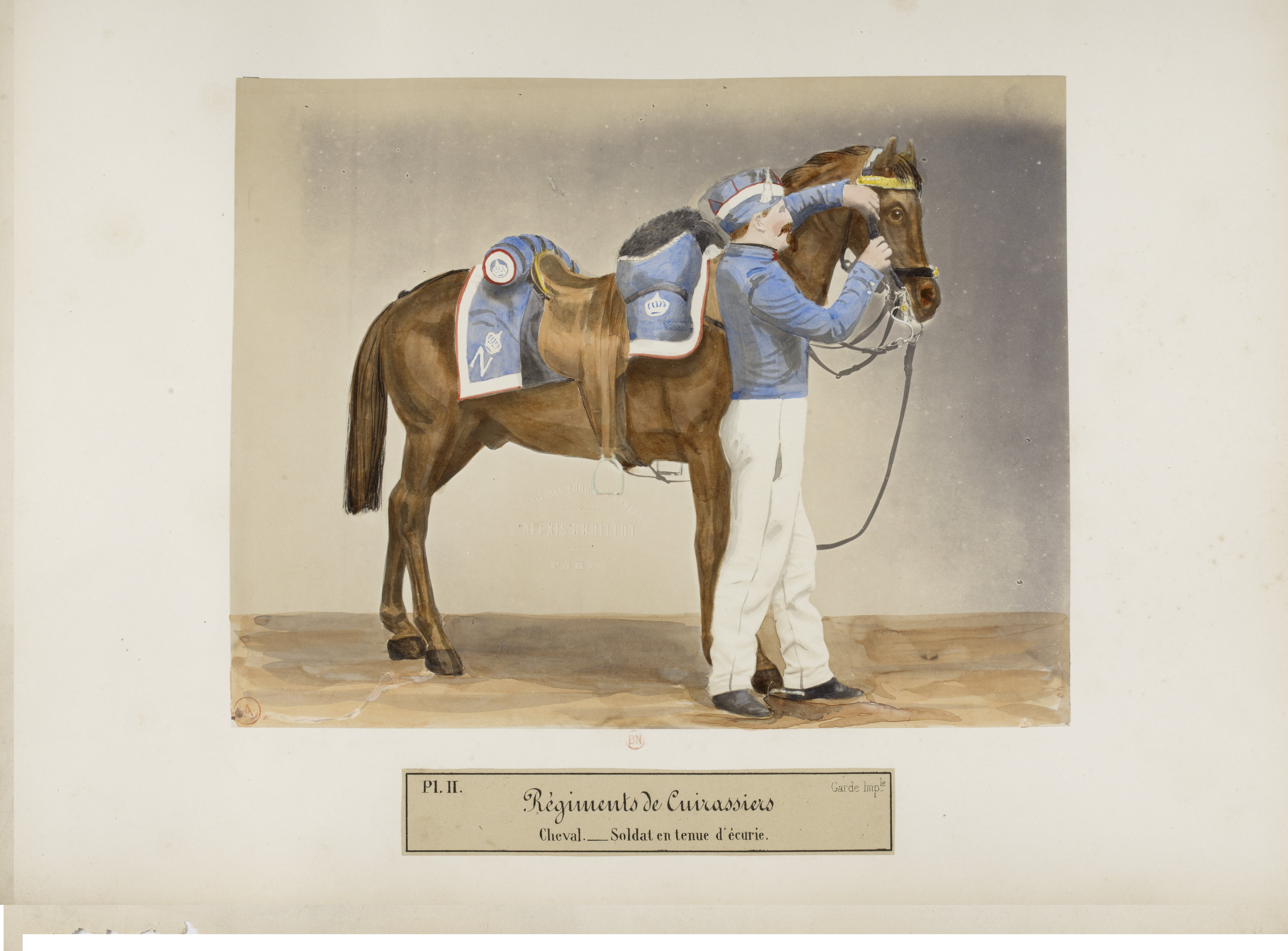
Cuirassier de la Garde impériale en tenue d'écurie.
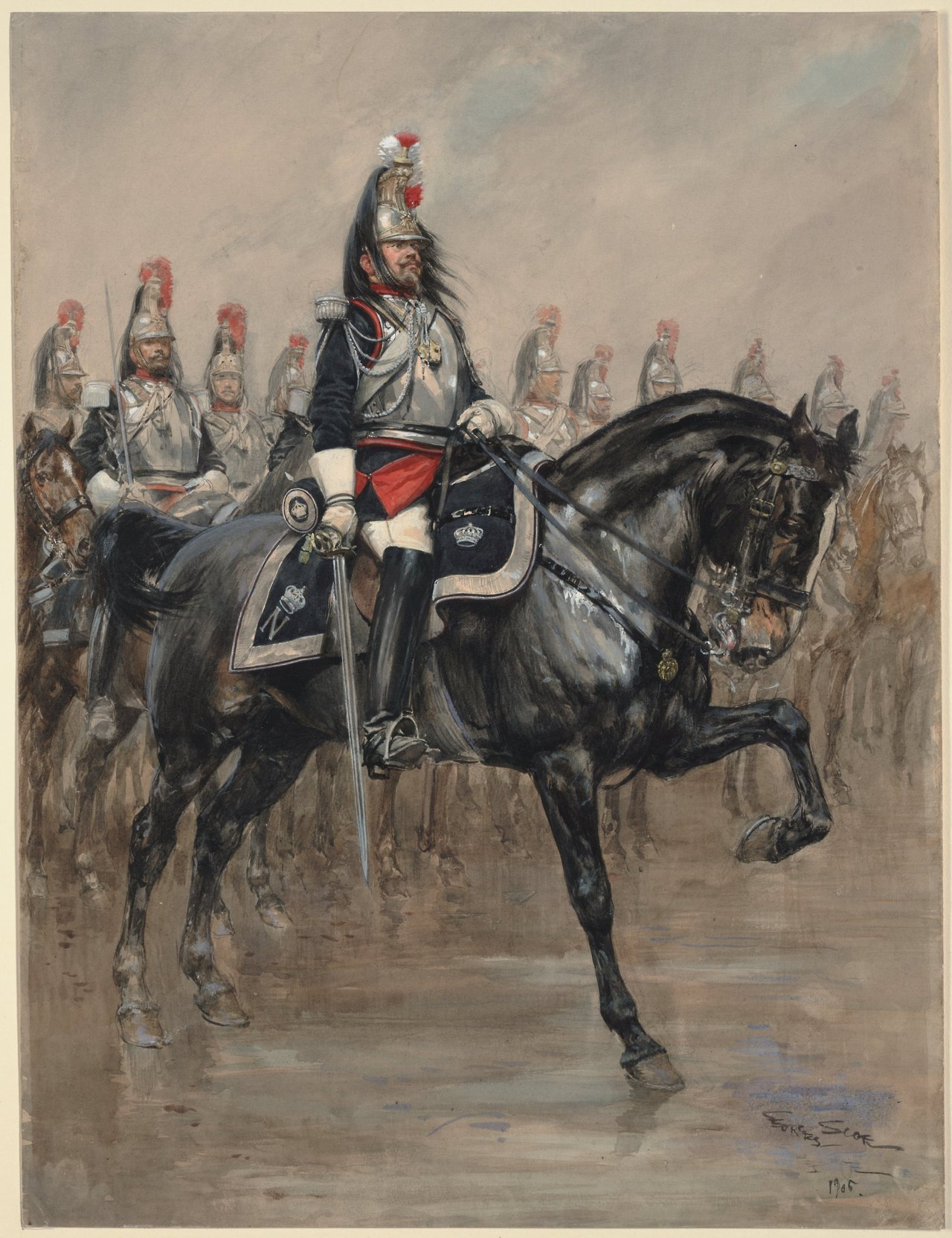
Cuirassiers de la Garde.

Elle comprend à l’origine :
- 2 régiments de grenadiers :
  - le 1er régiment de grenadiers de la Garde impériale ;
  - le 2e régiment de grenadiers de la Garde impériale
- 2 régiments de voltigeurs :
  - le 1er régiment de voltigeurs de la Garde impériale
  - le 2e régiment de voltigeurs de la Garde impériale
- 1 bataillon de chasseurs à pied
- 1 régiment de cuirassiers
- 1 régiment de guides
- 1 régiment de gendarmerie
- 1 régiment d’artillerie à cheval
- 1 compagnie de génie

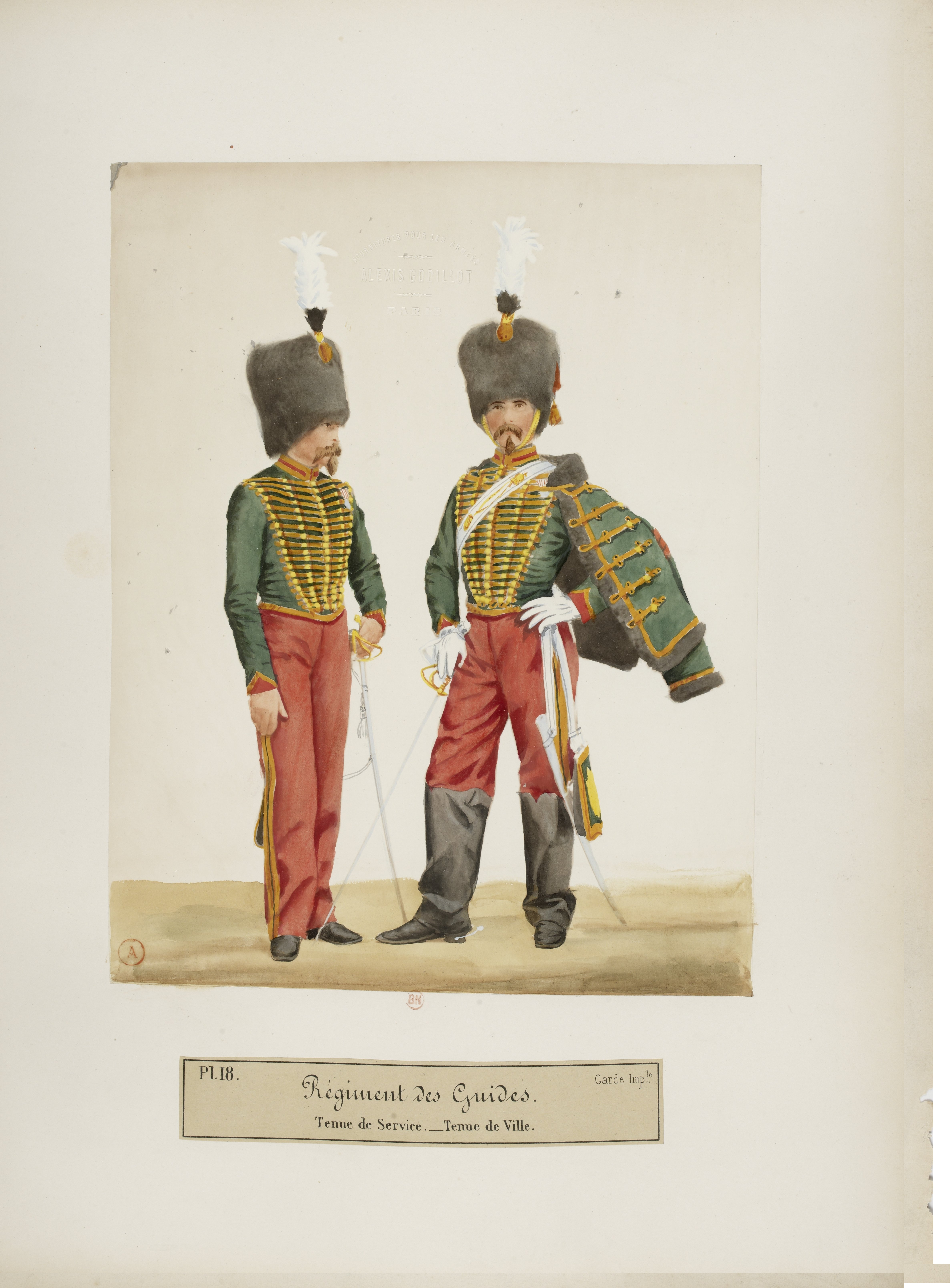
Guides de la Garde impériale en tenue de service et en tenue de ville.
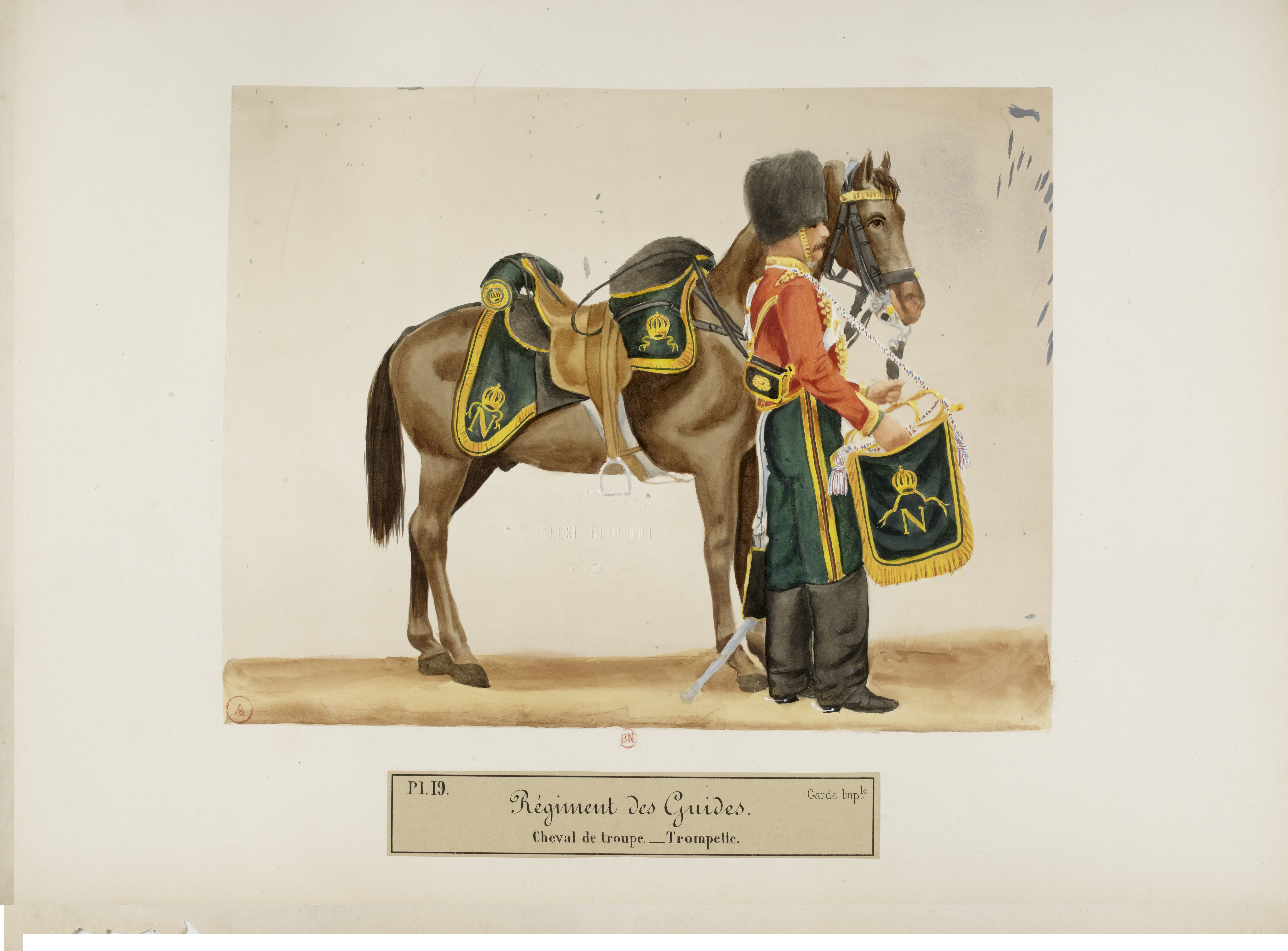
Cheval de troupe et trompette des guides de la Garde impériale.
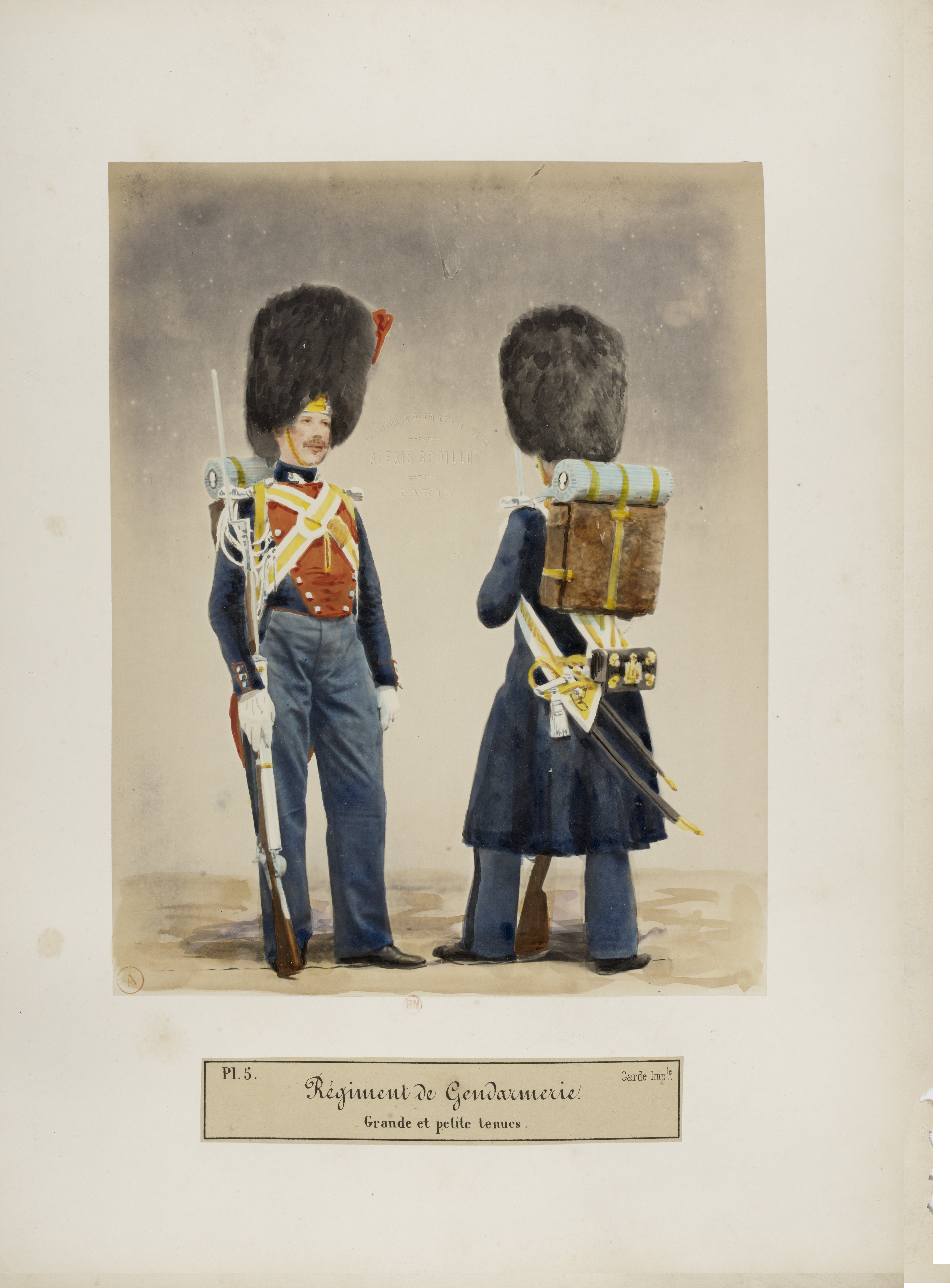
Gendarmes de la Garde impériale en grande et petite tenue.
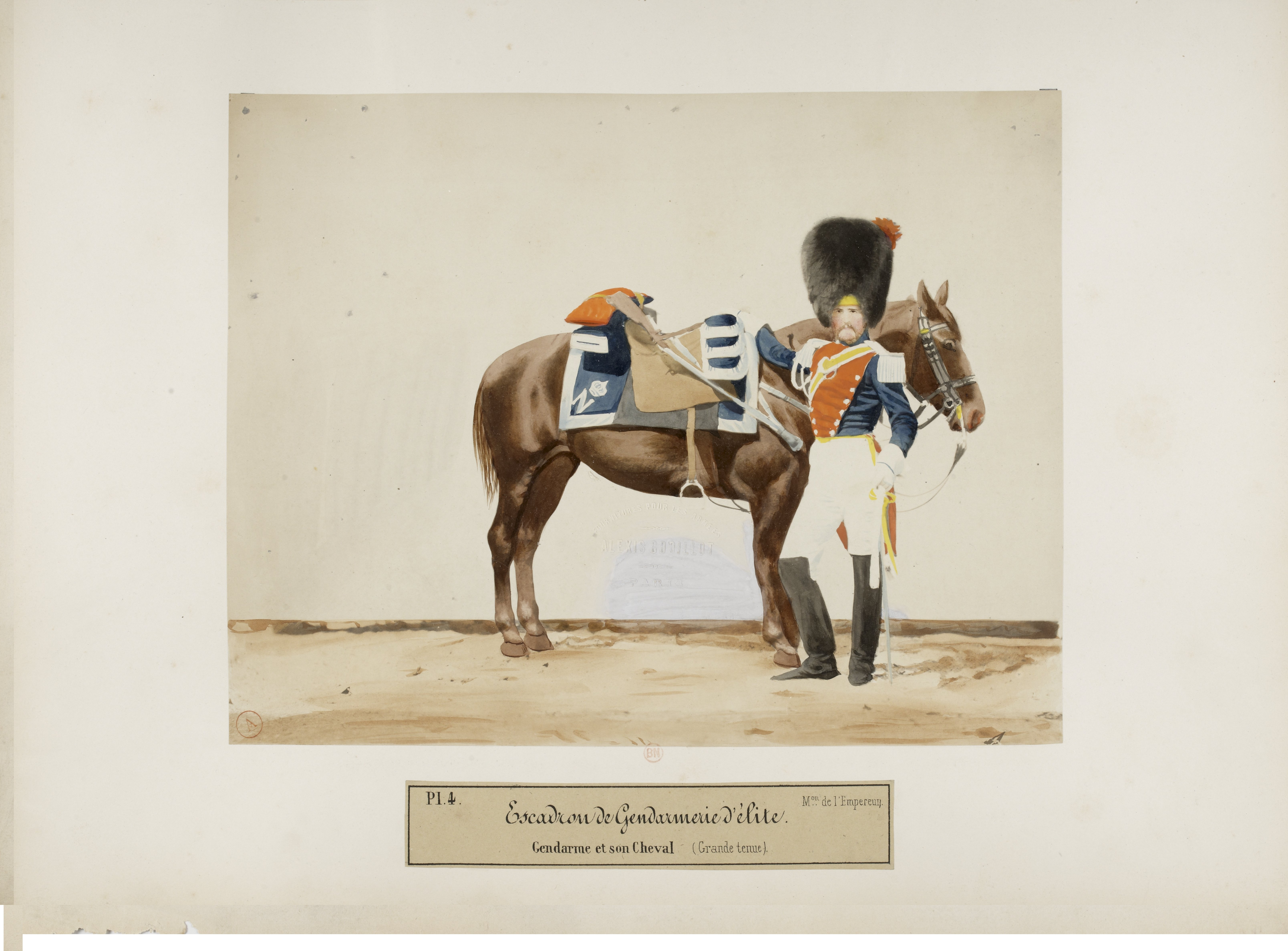
Gendarmes d'élite de la Garde impériale et son cheval en grande tenue.
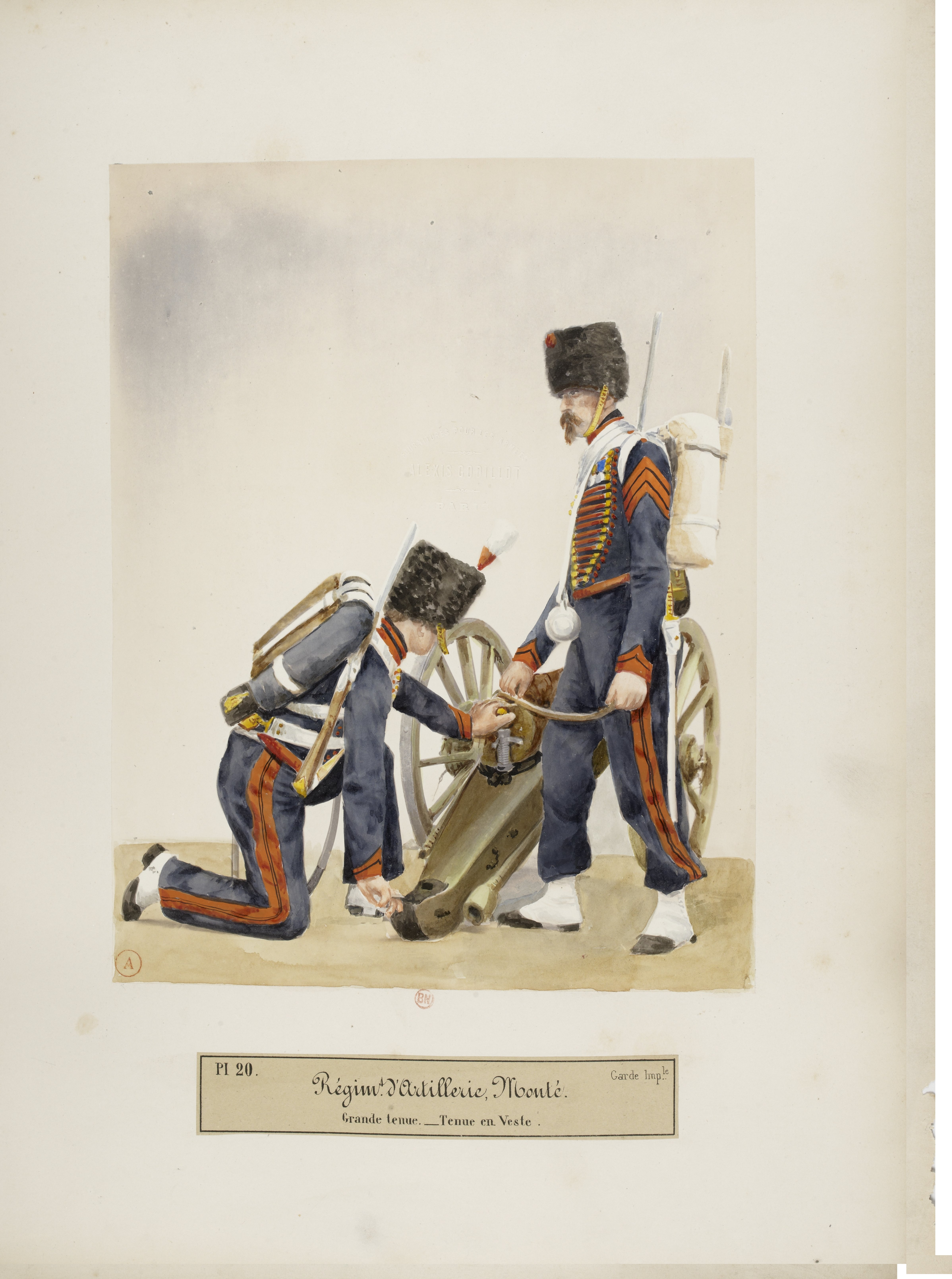
Artilleurs montés de la Garde impériale en grande tenue et en tenue en veste.
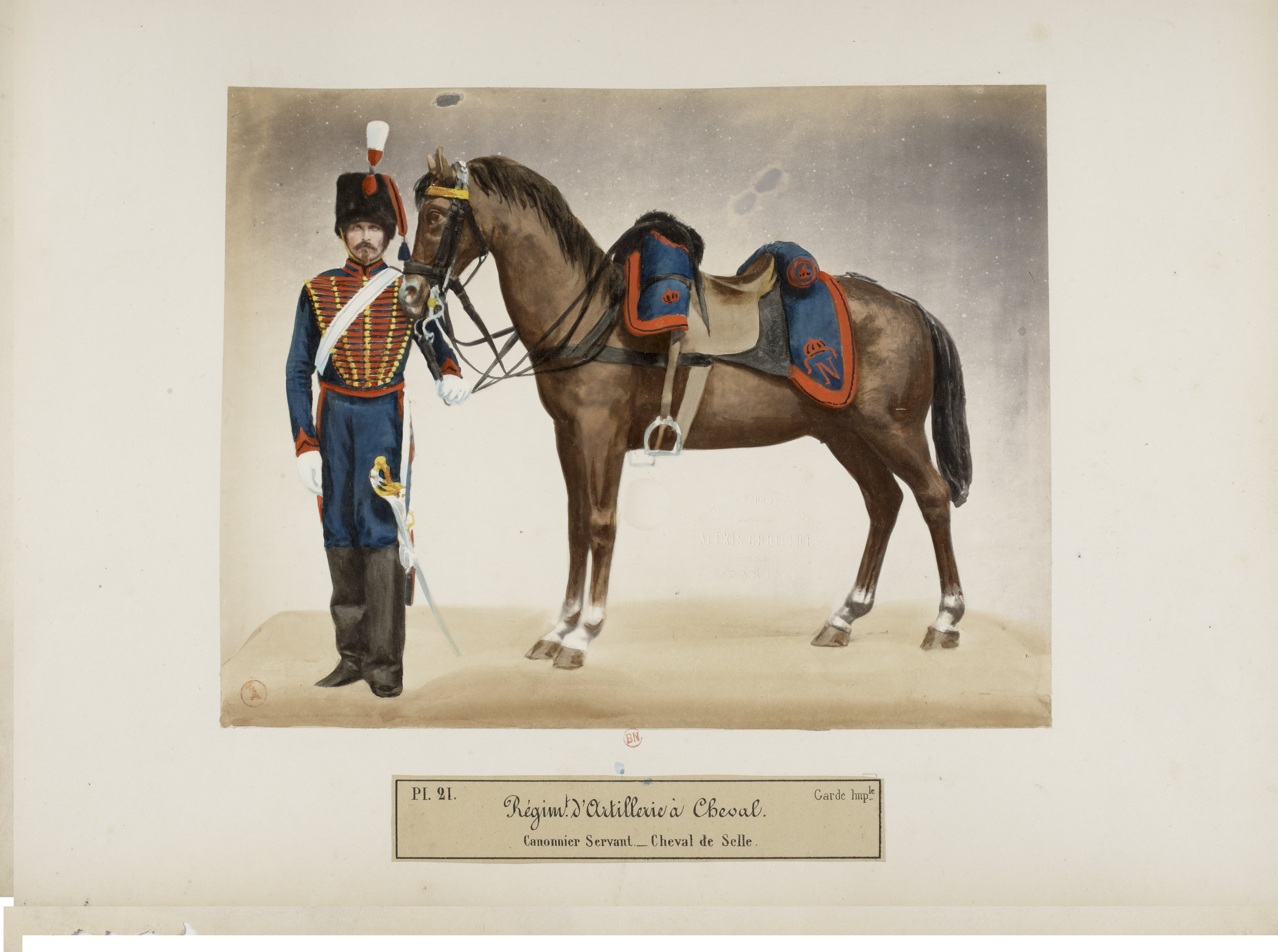
Canonnier servant de la Garde impériale et son cheval de selle.
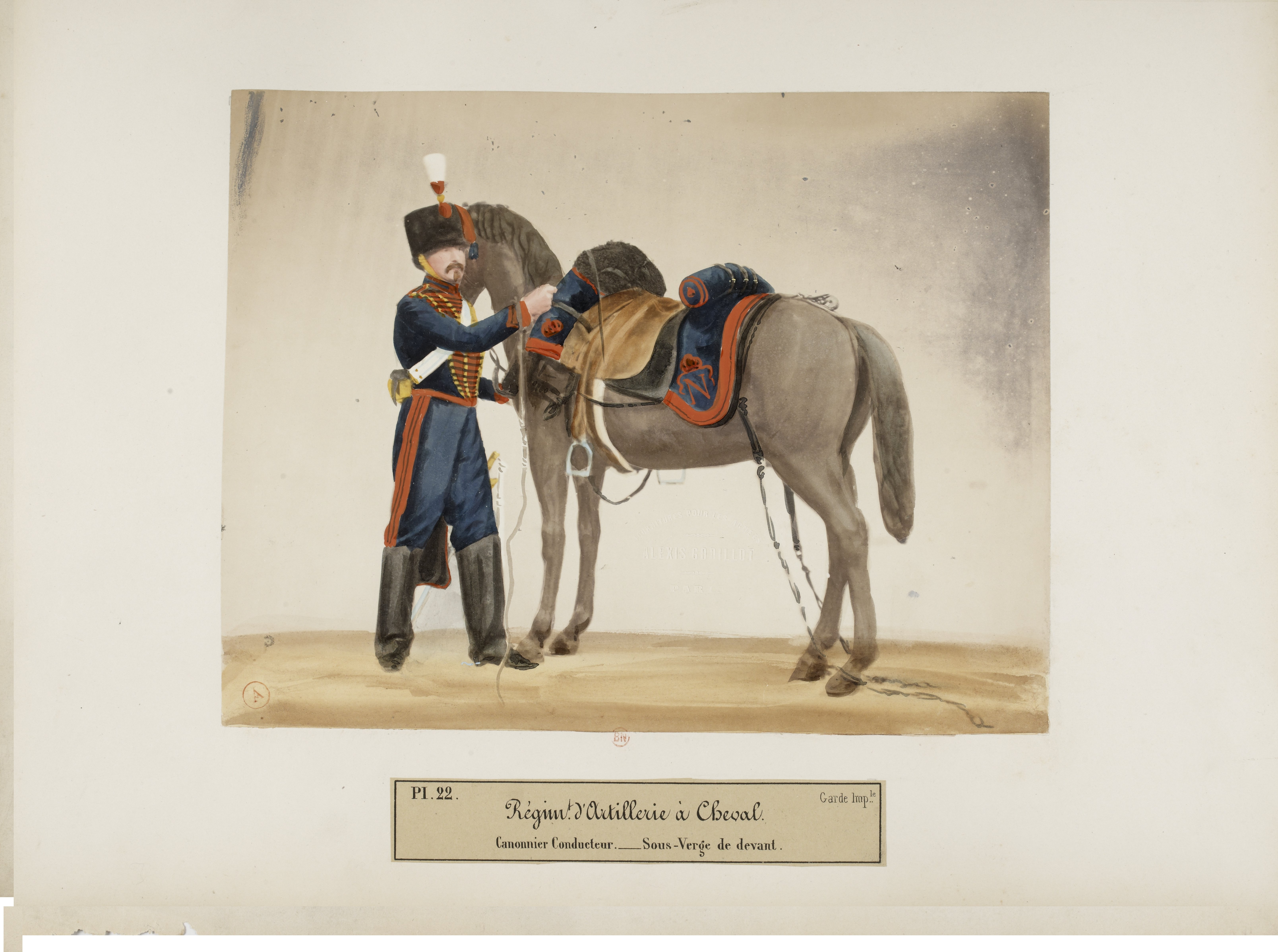
Canonnier conducteur de la Garde impériale sous-verge de devant.
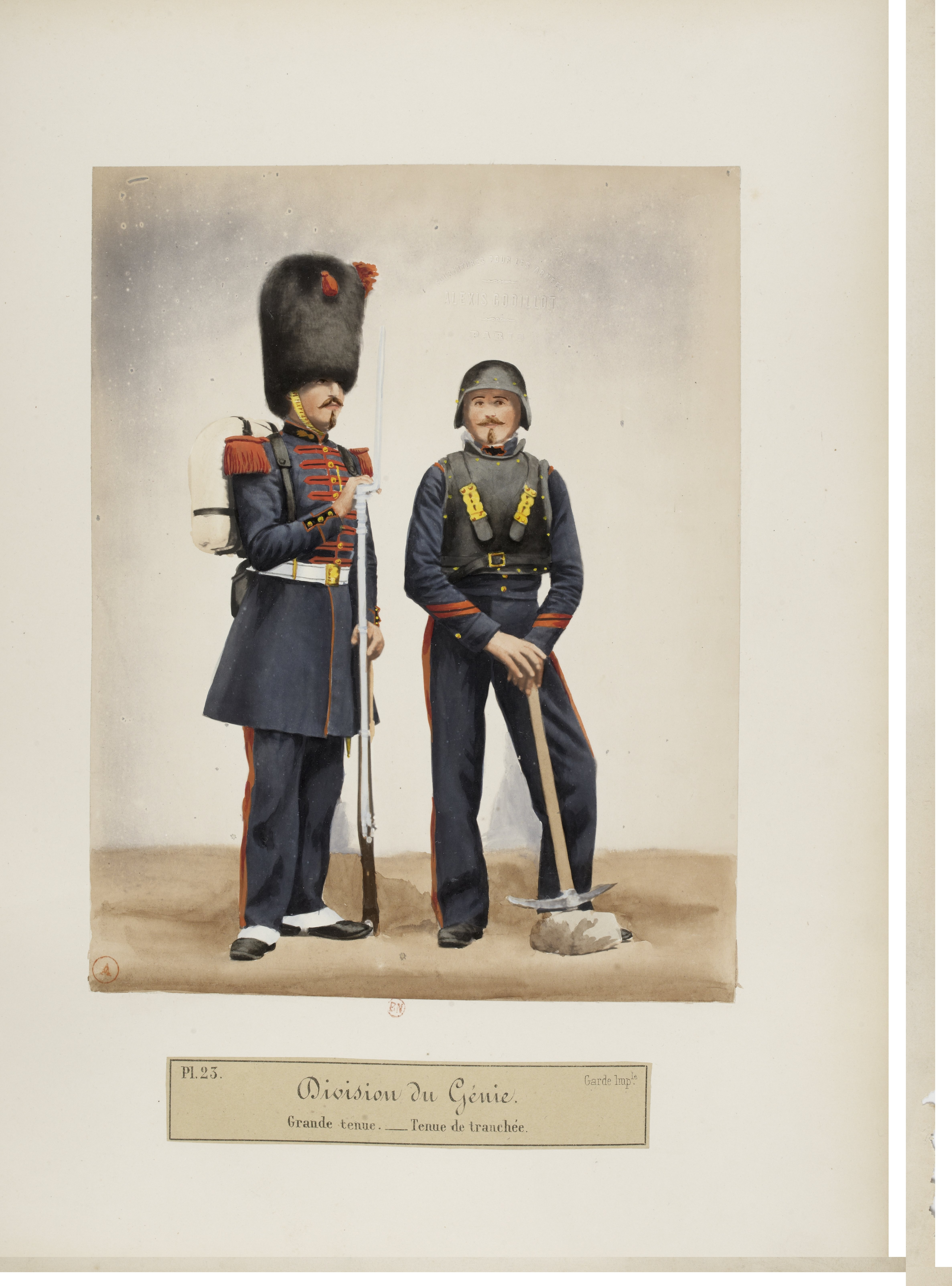
Sapeurs du génie de la Garde impériale en grande tenue et en tenue de tranchée.

### Décret du17 février 1855
Le décret du 17 février 1855 ajoute :
- 1 régiment de zouaves
- 1 escadron du train des équipages
- 1 régiment d’artillerie à pied

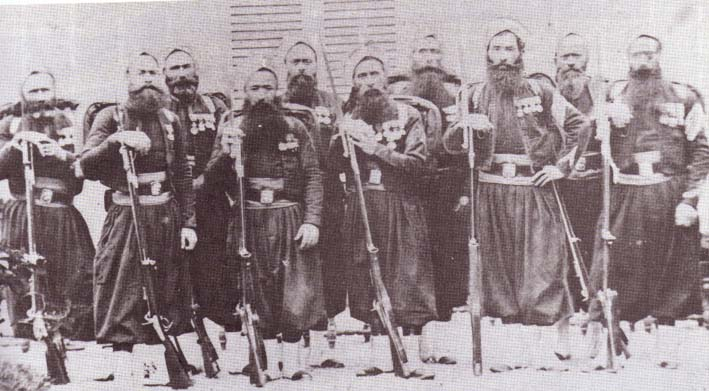
Zouaves de la Garde impériale pendant la campagne d'Italie (1859).
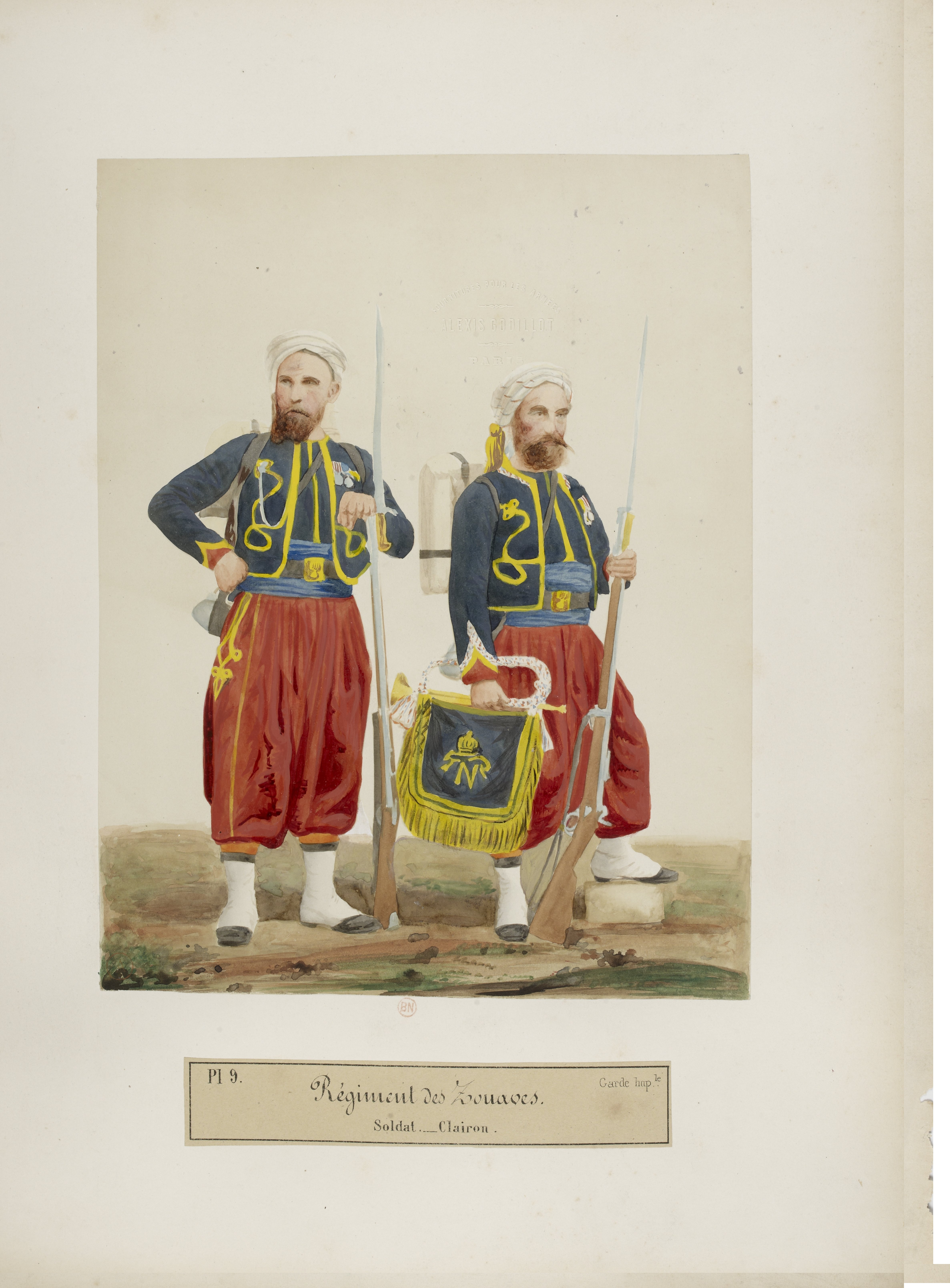
Zouaves de la Garde impériale ; soldat et clairon.

### Modifications de décembre 1855
À cette date sont créés :

#### Pour l'infanterie
- un régiment supplémentaire de grenadiers, le 3e régiment de grenadiers de la Garde impériale ;
- deux régiments supplémentaires de voltigeurs :
  - le 3e régiment de voltigeurs de la Garde impériale
  - le 4e régiment de voltigeurs de la Garde impériale

#### Pour la cavalerie
- le régiment de dragons de l'Impératrice ;
- un régiment de chasseurs à cheval ;
- un régiment de lanciers.
- le 2e régiment de cuirassiers

#### Pour l'artillerie
- le régiment d'artillerie à pied de la Garde impériale

### Modification de 1865
En 1865, après fusion des deux régiments de carabiniers de ligne rétablis en 1825, le nouveau régiment de carabiniers est incorporé à la Garde impériale.

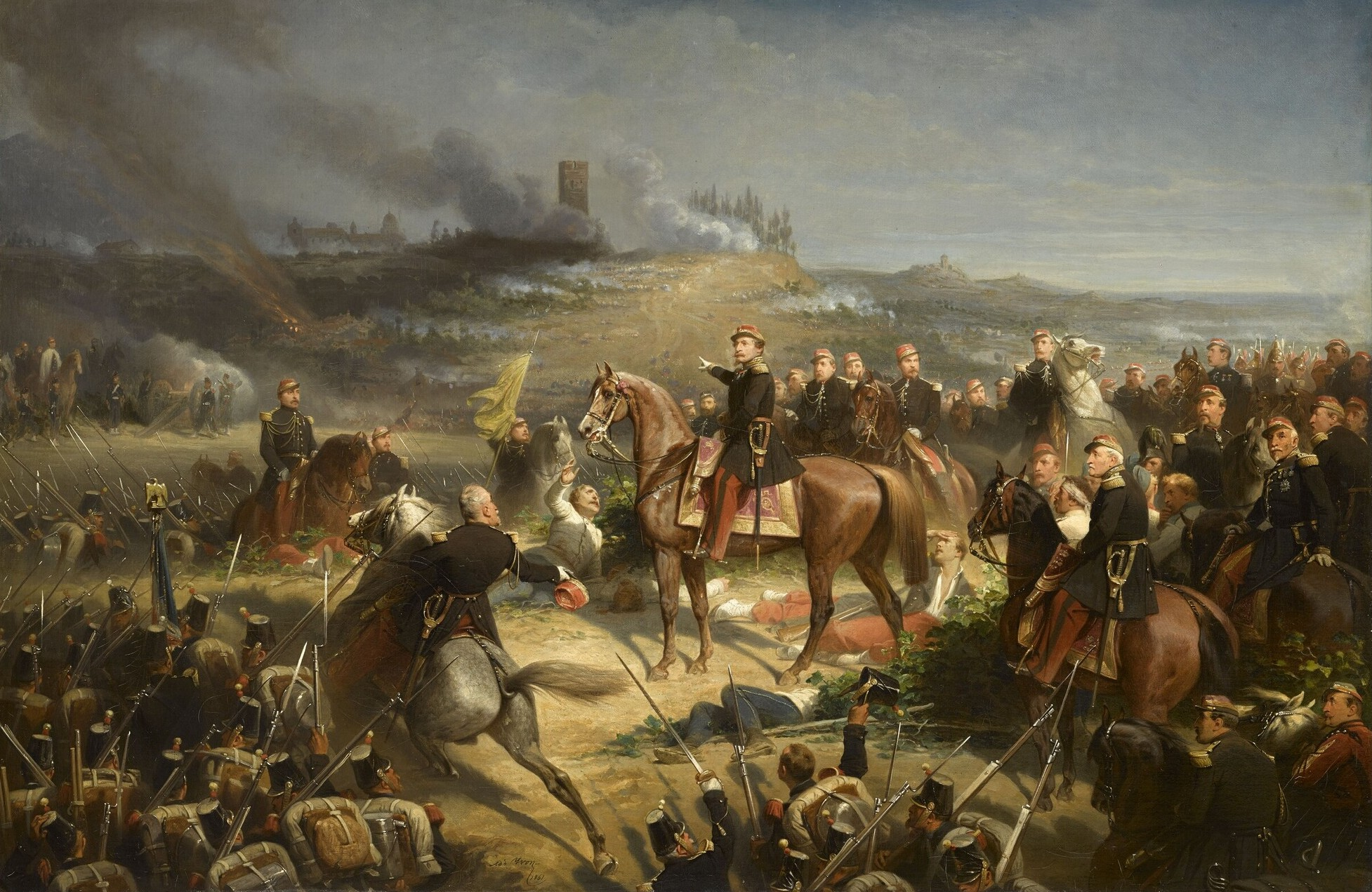
Bataille de Solférino, 24 juin 1859 : Napoléon III ordonne au maréchal Regnaud d'engager le combat avec la Garde impériale.
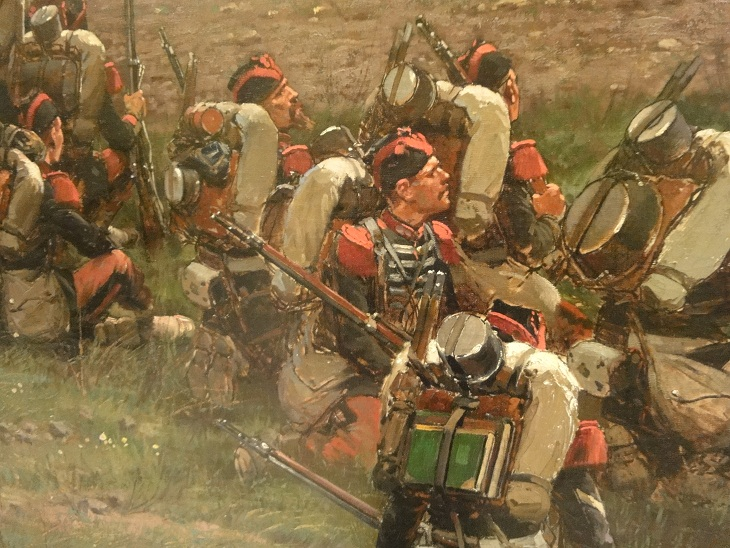
Détachement de grenadiers de la garde impériale, détail d'une peinture réalisée en 1870 par Édouard Detaille.
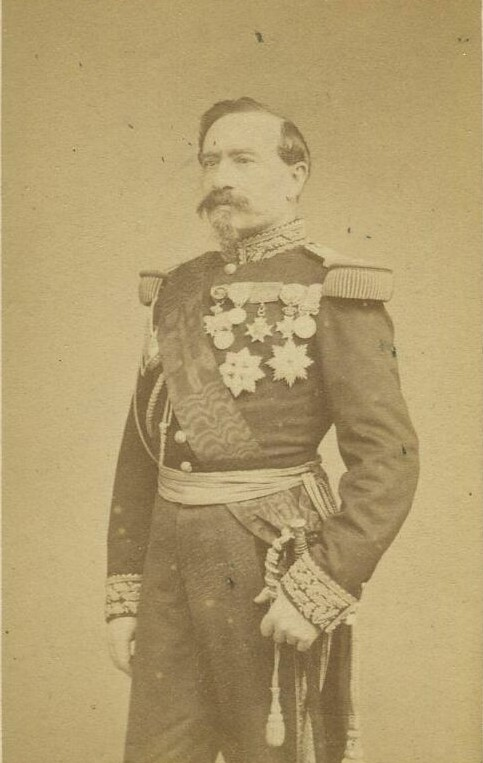
Général Bourbaki, commandant de la garde impériale en 1870.

### Guerre franco-allemande de 1870-1871

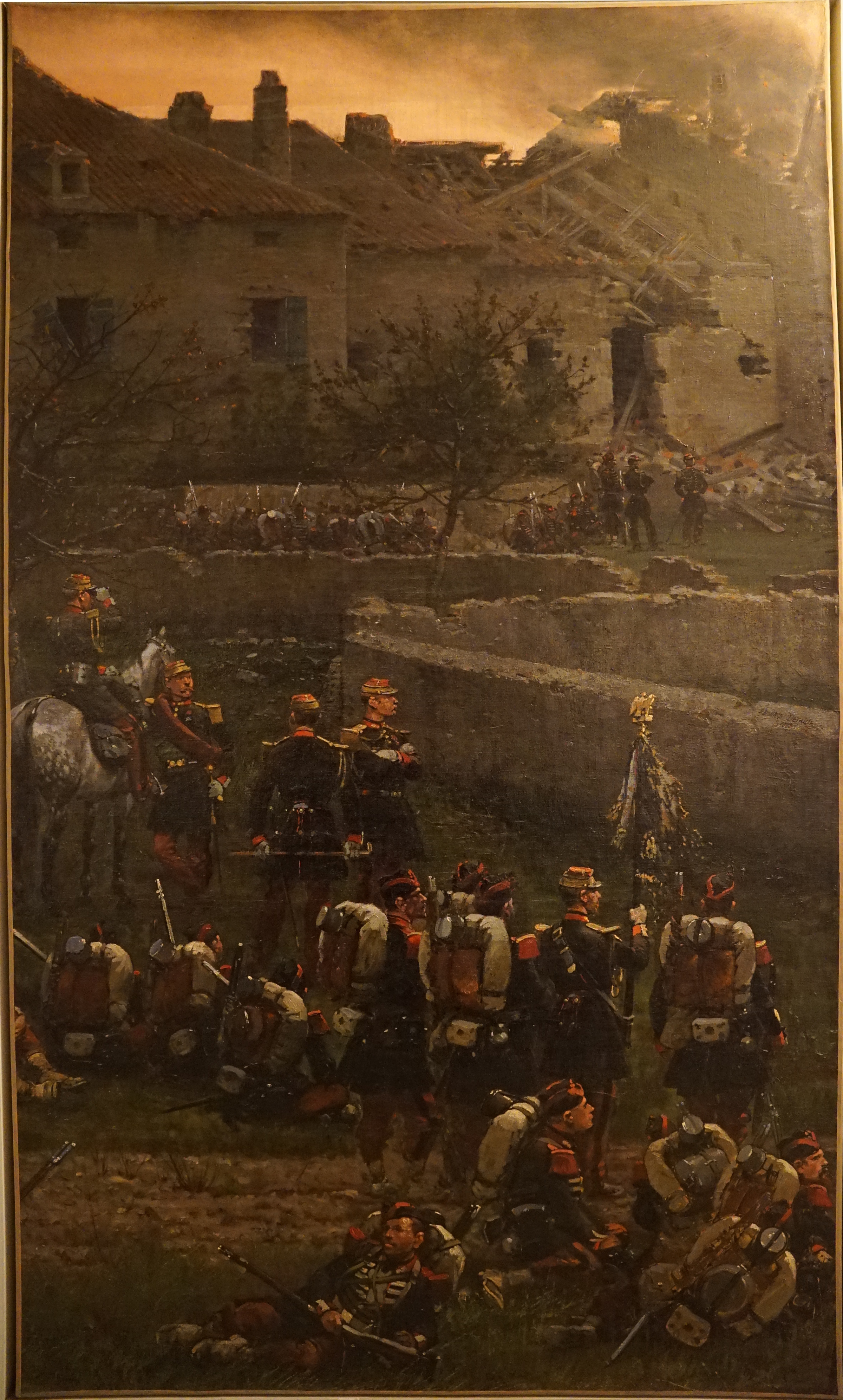
Le colonel Théologue, bataille de Champigny.

Au début du conflit et jusqu'à la chute de l'empire, la garde impériale entre dans la composition de l'Armée du Rhin. Elle est alors commandée par le général de division Bourbaki, son chef d'état-major est le général Melchior de la Tour d'Auvergne-Lauragais.
La composition de la garde impériale le 1er août 1870 est la suivante :

#### 1redivision d'infanterie
sous les ordres du général de division Deligny
- 1re brigade du général Brincourt
  - Bataillon de chasseurs : commandant Dufaure du Bessol
  - 1er régiment de voltigeurs : colonel Dumont
  - 2e régiment de voltigeurs : colonel Peychaud
- 2e brigade du général Garnier
  - 3e régiment de voltigeurs : colonel Lian
  - 4e régiment de voltigeurs : colonel Ponsard
- Artillerie
  - Deux batteries de 4, une batterie de mitrailleuses et une compagnie du génie

#### 2edivisiond'infanterie
sous les ordres du général de division Picard
- 1re brigade du général Jeanningros
  - Régiment de zouaves : colonel Giraud
  - 1er régiment de grenadiers : colonel Théologue
- 2e brigade du général Le Poitevin de la Croix-Vaubois
  - 2e régiment de grenadiers : colonel Lecointe
  - 3e régiment de grenadiers : colonel Louis Cousin[2]
- Artillerie
  - Deux batteries de 4, une batterie de mitrailleuses et une compagnie du génie

#### Division de cavalerie
sous les ordres du général de division Desvaux
- 1re brigade du général Halna du Frétay
  - Régiment des guides : colonel de Percin-Northumberland
  - Régiment de chasseurs : colonel de Montarby
- 2e brigade du général de France
  - Régiment de lanciers : colonel de Latheulade
  - Régiment de dragons : colonel Sautereau-Dupart
- 3e brigade du général du Preuil
  - Régiment de cuirassiers : colonel Dupressoir
  - Régiment de carabiniers : colonel Petit
- Artillerie
  - Deux batteries à cheval de 4

#### Réserve d'artillerie
sous les ordres du colonel Clappier
- Quatre batteries à cheval de 4
- Parc d'artillerie : colonel Jules Jean Pierre de Vassoigne[3].

### Dissolution
La Garde impériale fut dissoute à la chute de l'Empire. Toutefois, lors du siège de Paris, les dépôts de la Garde impériale constituèrent les unités suivantes :
- 28e régiment de marche
- 13e régiment de dragons
- 9e régiment de lanciers

## Commandants en chef
La Garde a été successivement commandée par les maréchaux Regnaud de Saint-Jean d'Angély (avril 1856-octobre 1869) et Bazaine (octobre 1869-juin 1870) et le général Bourbaki (juillet-octobre 1870).

## Campagnes et batailles
- 1853 - 1856 : Guerre de Crimée
  - Siège de Sébastopol
  - Bataille de Malakoff
- Campagne d'Italie (1859) :
  - Bataille de Magenta
  - Bataille de Solférino
- Guerre franco-prussienne de 1870
  - Bataille de Mars-la-Tour
  - Bataille de Saint-Privat
  - Siège de Metz